# Resurrection of the Little Match Girl
Resurrection of the Little Match Girl (kor. 성냥팔이 소녀의 재림, Hanja 성냥팔이 少女의 再臨) ist ein südkoreanischer Spielfilm von Regisseur Jang Sun-woo aus dem Jahr 2002. Der Film wurde in Deutschland erstmals am 29. Juli 2003 im Rahmen des Fantasy Filmfests gezeigt.
Der Film beruht auf Motiven des Märchens Das kleine Mädchen mit den Schwefelhölzern von Hans Christian Andersen.

## Handlung
Der schüchterne Su führt ein eher trostloses Dasein, arbeitet weitestgehend unbeachtet als Lieferant eines chinesischen Schnellimbisses, und verbringt seine abendliche Freizeit in einem Spielsalon, wo er der Realität mit Computerspielen in einer virtuellen Welt entflieht. Allabendlich sieht er dort ein junges attraktives Mädchen, das er heimlich umschwärmt, bei dem er jedoch nur auf Desinteresse stößt. Eines Tages begegnet er auf der Straße einem verstörten Mädchen, dem er ein Feuerzeug mit einer Telefonnummer abkauft. Als er den unbekannten Teilnehmer anruft, wird ihm das Spielangebot „Die Auferstehung des Mädchens mit den Schwefelhölzern“ des Herstellers System unterbreitet, und er ist plötzlich Teil der virtuellen Realität.
Seine Aufgabe besteht darin, das wortkarge Mädchen mit den Schwefelhölzern vor allen Mitbewerbern zu schützen, sie dann sterben zu lassen und ihr Herz im Moment ihres Todes zu erobern. Um das Spielziel zu erreichen, sind jedoch unzählige Gegner bzw. Mitspieler zu schlagen. Dem Sieger winkt ein glückliches Zusammensein mit dem Mädchen. Su stellt sich nahezu unvorbereitet der Aufgabe und wird unerschrocken Zeuge wie sich die Gruppen gegenseitig bekämpfen. Bald greift auch er in das Spielgeschehen ein, verbündet sich kurzzeitig mit der weiblichen Kämpferin Lala, findet sich nach und nach zurecht und kämpft mutig allein gegen exzentrische Gegner. Im Cyberspace wird er schließlich ein Held. 
Als er einen Regelverstoß begeht und seine ID-Karte, anhand derer er jederzeit gefunden werden kann, unrechtmäßig entsorgt, versuchen die Spielführer im „System“ den Störenfried loszuwerden. Dennoch gelingt es Su, das Schwefelholzmädchen mit Hilfe des Erfinders des Systems, eines gewissen HWLF-Maklers, ausfindig zu machen. Alles scheint zunächst in bester Ordnung, doch dann gerät der Spielablauf außer Kontrolle. Das brave Schwefelholzmädchen nimmt ihr Schicksal selbst in die Hand, flüchtet vor Su, läuft Amok und tötet unbeteiligte Personen, so dass das System mit Waffengewalt versucht, die alte Ordnung wiederherzustellen. Nach langem Kampf, das Schwefelholzmädchen erweist sich als äußerst geschickt im Umgang mit Schusswaffen, gelingt es den Systemsoldaten schließlich, sie zu stellen und umzuprogrammieren.
Derweil bewaffnet sich Su mit einer neuartigen Superwaffe und macht sich auf den Weg, das weibliche Spielziel im Hauptquartier zu befreien. Nach zahlreichen Scharmützeln gelangt er in das Gebäude, wo er eine sich schnell ändernde virtuelle Welt vorfindet. Er kämpft sich bis zum Systemkern durch, kommt jedoch zu spät, da sein Schwefelholzmädchen umprogrammiert wurde und ihn so nicht mehr erkennen kann. Der Film bietet an dieser Stelle zwei unterschiedliche Varianten an, wie der Film zu Ende gehen kann.

### Alternative Enden
In der ersten Version landet Su wieder in der Realität und geht seinem alten trostlosen Leben als Fahrer nach.
In der zweiten Version übergibt Su im Systemkern dem Mädchen ihr Feuerzeug und offenbart ihr seine Liebe. Die beiden werden daraufhin getrennt, bis sie unabhängig voneinander zu automatischen Waffen greifen und die Systemsoldaten niederraffen. In dieser Situation wird das Mädchen tödlich verletzt, während sie an Su denkt, so dass sich das Spielziel erfüllt und beide glücklich und vereint an einem anderen nicht näher beschriebenen Ort Leben können. An ihrer Seite sieht man in den letzten Einstellungen des Films ein kleines Kind, das augenscheinlich zu ihnen gehört.

## Auszeichnung
Grand Bell Awards, Südkorea
- 2003: Preisträger in der Kategorie „Beste Künstlerische Leitung“: Choi Jeong-Hwa

## Kritiken
„Der bis dato teuerste Film Südkoreas entstand nach einem Märchen von Hans Christian Andersen und präsentiert sich als Mischung verschiedener Stilarten, wobei der melancholische Kern der Geschichte hinter schrillen und temporeichen Effekten verschwindet. Erzählerische Momente und Stringenz werden einer übertriebenen Gewaltbereitschaft geopfert.“